# Hans Schröder (Mediziner, 1868)

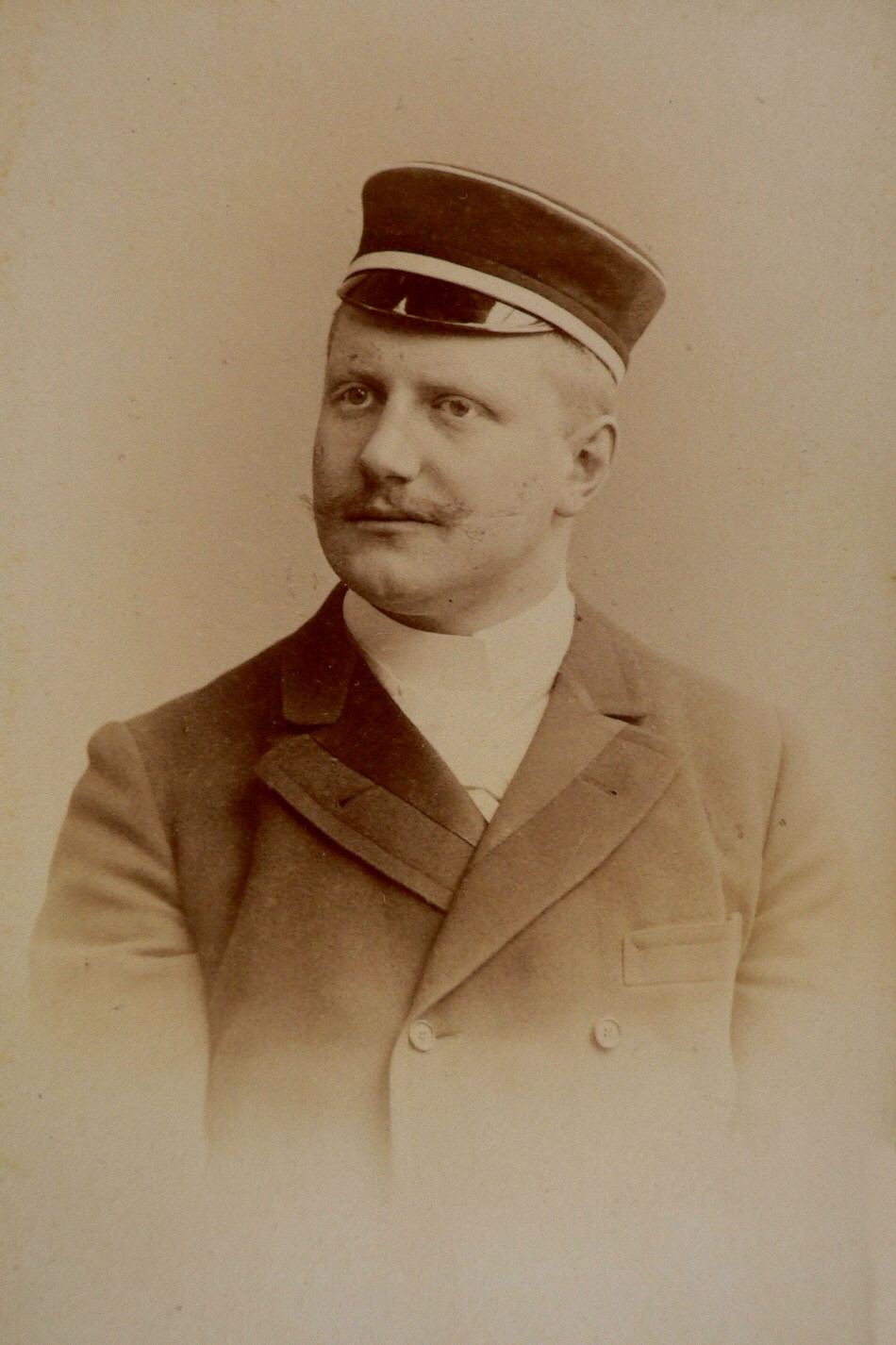
Hans Schröder

Hans Schröder (* 7. Februar 1868 in Stettin; † 23. Februar 1938 in Dortmund) war ein deutscher Gynäkologe und Hochschullehrer.

## Leben
Hans Schröder besuchte das Marienstiftsgymnasium in Stettin. Nach dem Abitur begann er an der  Rheinischen Friedrich-Wilhelms-Universität Medizin zu studieren. Im Dreikaiserjahr wurde er im Corps Palatia Bonn aktiv. Nachdem er sich als Fuchsmajor und Senior ausgezeichnet hatte, wechselte 1889 an die Schlesische Friedrich-Wilhelms-Universität. Dort schloss er sich auch dem Corps Borussia Breslau an.
Über die Albert-Ludwigs-Universität Freiburg kehrte er nach Bonn zurück, wo er  1893 das Staatsexamen machte und zum Dr. med. promoviert wurde. Anschließend ging er für ein Jahr nach Amerika und Ostasien, bevor er 1894 als Assistenzarzt an die Universität Bonn zurückkehrte. 1898 habilitierte er sich dort für Frauenkrankheiten und Geburtshilfe. 1904 zum Professor ernannt, ließ er sich 1906 in Dortmund als Frauenarzt nieder. Für das 1913 erschienene Handbuch der Frauenheilkunde für Ärzte und Studierende bearbeitete er das Kapitel Physiologie der weiblichen Genitalien.

## Schriften
- Ueber Nasenrachenfibrome, 1893.
- Physilogie der weiblichen Genitalien, Kapitel III. im Handbuch der Frauenheilkunde für Ärzte und Studierende, 1913 (Digitalisat), 2. und 3. Auflage 1920, 4. Auflage 1922.
- Über einen Fall von posteklamptischer Psychose, 1917.